# Bitwa morska pod Stromboli

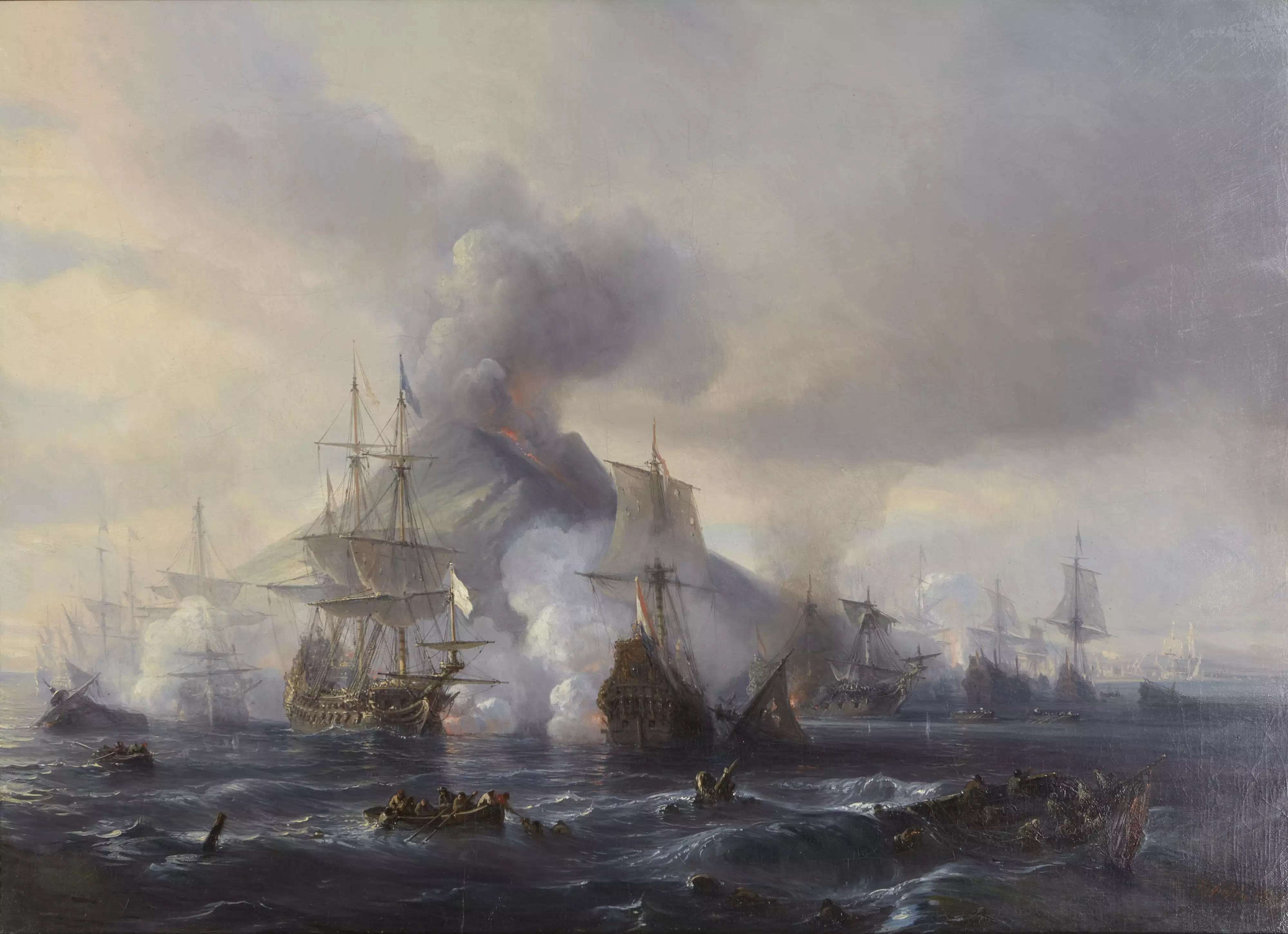
Bitwa pod Alicudi w pobliżu Stromboli 1676 – Théodore Gudin 1845

Bitwa morska pod Stromboli, zwana także bitwą pod Alicudi – starcie zbrojne, które miało miejsce 8 stycznia 1676 podczas wojny Francji z koalicją hiszpańsko-austriacko-lotaryńską.
Bitwa morska stoczona w okolicach Wysp Liparyjskich od Alicudi po Stromboli pomiędzy francuską flotą złożoną z 20 okrętów wojennych pod wodzą Abrahama Duquesne'a a flotą holendersko-hiszpańską złożoną z 19 okrętów holenderskich i 1 hiszpańskiego pod wodzą admirała de Ruytera. Zażarta walka trwała 8 godzin, bitwa była nierozstrzygnięta.
Zdając sobie sprawę z faktu, że musi oszczędzać swą niewielką flotę tak bardzo, jak to tylko możliwe, de Ruyter nie ryzykował tak brawurowych ataków, z jakich zasłynął podczas trzeciej wojny angielsko-holenderskiej w latach 1672 i 1673. Gdy 7 stycznia 1676 w pobliżu wysp Liparyjskich pojawił się Duquesne, de Ruyter pozwolił mu zająć pozycje korzystne względem wiejącego wiatru, a 8 stycznia czekał pasywnie na atak przeciwnika. Francuzi zaatakowali bez zastanowienia, nie zachowując należytego porządku w swych szykach. Dlatego ich czołowe okręty zostały straszliwie podziurawione, a cała ich flota została tak mocno uszkodzona, że nie była w stanie ścigać wycofujących się Holendrów. Nieliczne uszkodzone okręty holenderskie zostały tuż przed zmierzchem odholowane przez hiszpańskie galery. Duquesne zdołał dotrzeć do Messyny by połączyć się z zakotwiczonymi tam okrętami francuskimi. De Ruyter udał się do Palermo, które było pod panowaniem Hiszpanów. Po drodze zatonął jeden z jego okrętów.